# Parookaville
Parookaville (kurz: PV) ist ein dreitägiges Musikfestival im Bereich der elektronischen Tanzmusik, das seit 2015 jährlich Mitte Juli am Flughafen von Weeze stattfindet. Mit insgesamt 225.000 Besuchern im Jahr 2023 gehört es zu den größten Festivals in Deutschland und Europa. Parookaville ist bekannt für sein Showkonzept, bei dem das Festival als eigene Stadt inszeniert wird.

## Vorgeschichte und Motivation
Initiator des Festivals ist der aus Weeze stammende Bernd Dicks (* 21. Juli 1982). Als Reporter für 1 Live berichtete er von größeren Festivals weltweit und entdeckte so seine Begeisterung für elektronische Musik sowie einen „Hunger junger Menschen nach einem Festival-Showkonzept wie bei Tomorrowland.“ Dicks, der die Loveparade-Katastrophe als Festivalreporter selbst miterlebte, erklärte zu seinen Beweggründen, ein weiteres Großevent zu planen:

„Nach der Loveparade war ein regelrechtes Vakuum in der elektronischen Festival-Landschaft entstanden. Der Hunger nach etwas Neuem war groß.“

Um zunächst die Veranstaltungskultur seiner Heimatstadt zu beleben, organisierte er ab 2011 zusammen mit seinen beiden Freunden Norbert Bergers und Georg van Wickeren eine jährliche Beachparty. Mit zuletzt 5.000 Besuchern im Jahr 2014 war der Weezer Rathausplatz als Veranstaltungsort zu klein, sodass man das Gelände am Flughafen in Betracht zog. Dort findet seit vielen Jahren bereits das Hardstyle-Festival Q-Base statt. Im selben Jahr entstand die Idee von Parookaville. Die nächsten zwei Jahre arbeiteten die drei Gründer am Konzept des Festivals. Bergers und van Wickeren, von Beruf Einzelhandelsimmobilienentwickler, brachten ihre Expertise in technischen Bereichen wie Statik, Brandschutz und Entfluchtung in die Planung ein. Dicks hatte durch seine Tätigkeit im Radio Erfahrung im Umgang mit Künstlern. Auch hat Ulrich Rauschenberger, der beim Bootshaus als Booker für Künstlerakquise zuständig ist, von Beginn an am Konzept mitgewirkt. Als Vorbilder galten dabei das Tomorrowland Festival sowie Mysteryland und Electric Daisy Carnival. Um das Showkonzept von Tomorrowland nicht zu kopieren, welches auf einer mystischen Naturwelt basiert, entwickelte man das Konzept einer eigenen Stadt. Lediglich denselben Bühnenbauer hat man für die Mainstage der ersten Ausgaben 2015–2017 engagiert.

## Konzept

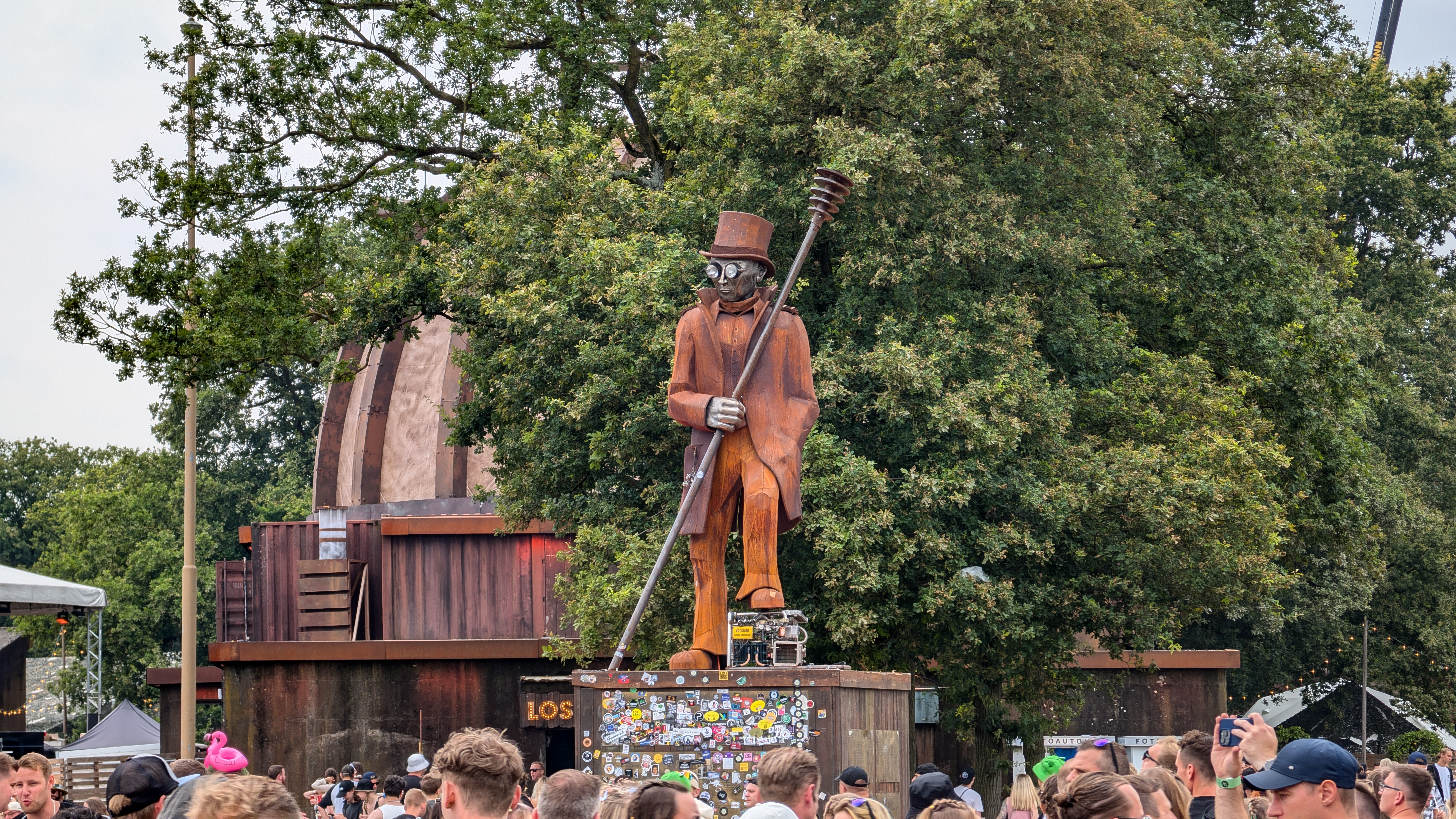
Bill-Parooka-Denkmal 2024

### Stadtelemente
Parookaville basiert auf der Idee einer Stadt, die einmal im Jahr zum Leben erweckt wird. Namensgeber ist der fiktive Gründervater Bill Parooka. Tatsächlich entstammt der Name Parookaville dem Indie-Film Palookaville sowie dem gleichnamigen Fatboy-Slim-Album. Anstelle von Tickets werden Visa an die Gäste verkauft, die dann als Bürger bezeichnet werden. Das Festivalgelände ist in Stadtteile gegliedert und es sind zahlreiche Elemente einer Stadt zu finden:
- Rathaus: Das Rathaus im Jahre 2024

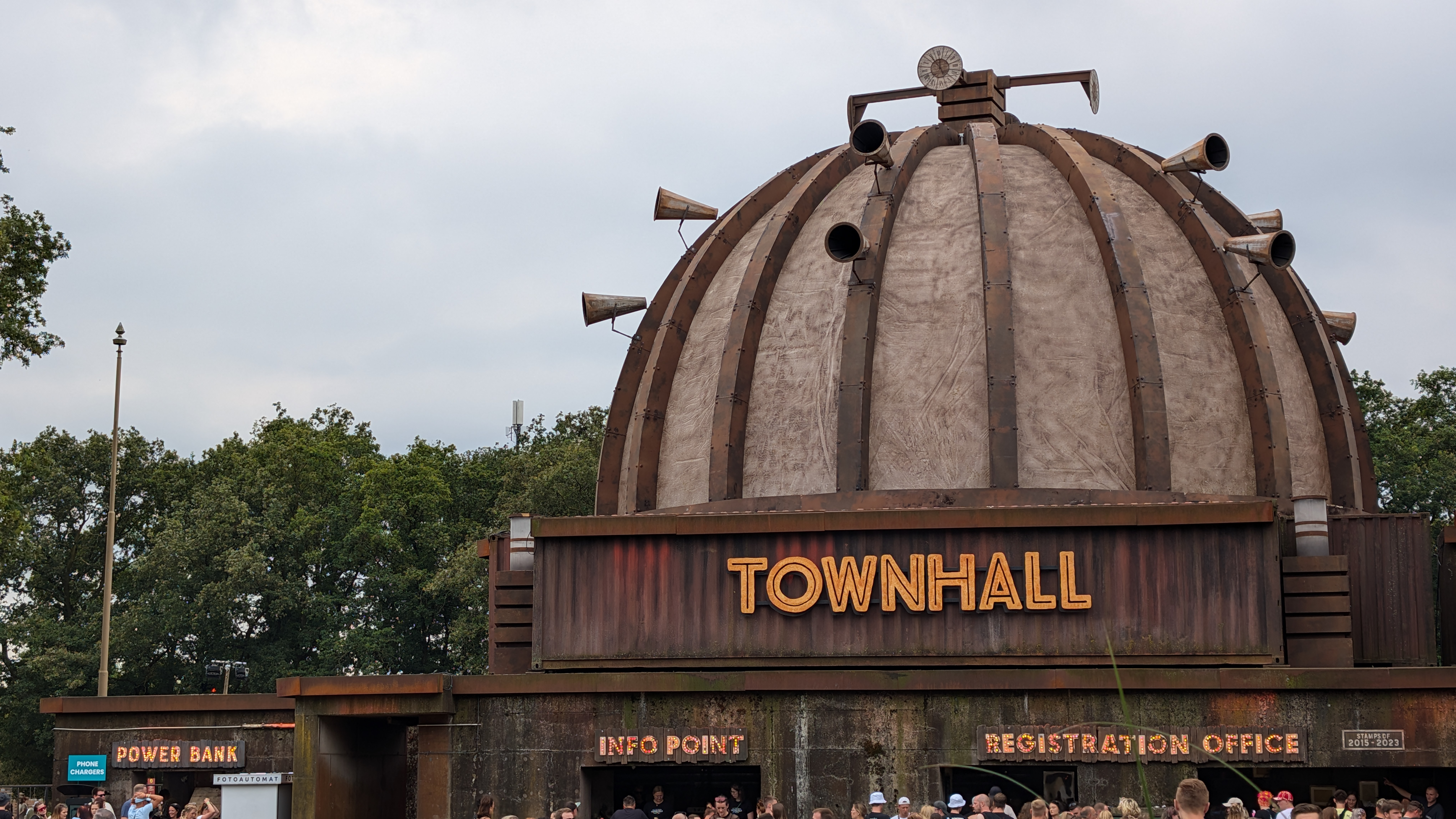
Das Rathaus im Jahre 2024

In der Townhall erhält jeder Besucher einen Passport, der jährlich mit einem Stempel versehen wird. Für das Teilnehmen an Attraktionen auf dem Gelände, wie z. B. Bungeejumping, können weitere Stempel gesammelt werden. Es dient außerdem als Infostelle und Fundbüro.
- Kirche: Die Parookaville-Kirche 2024

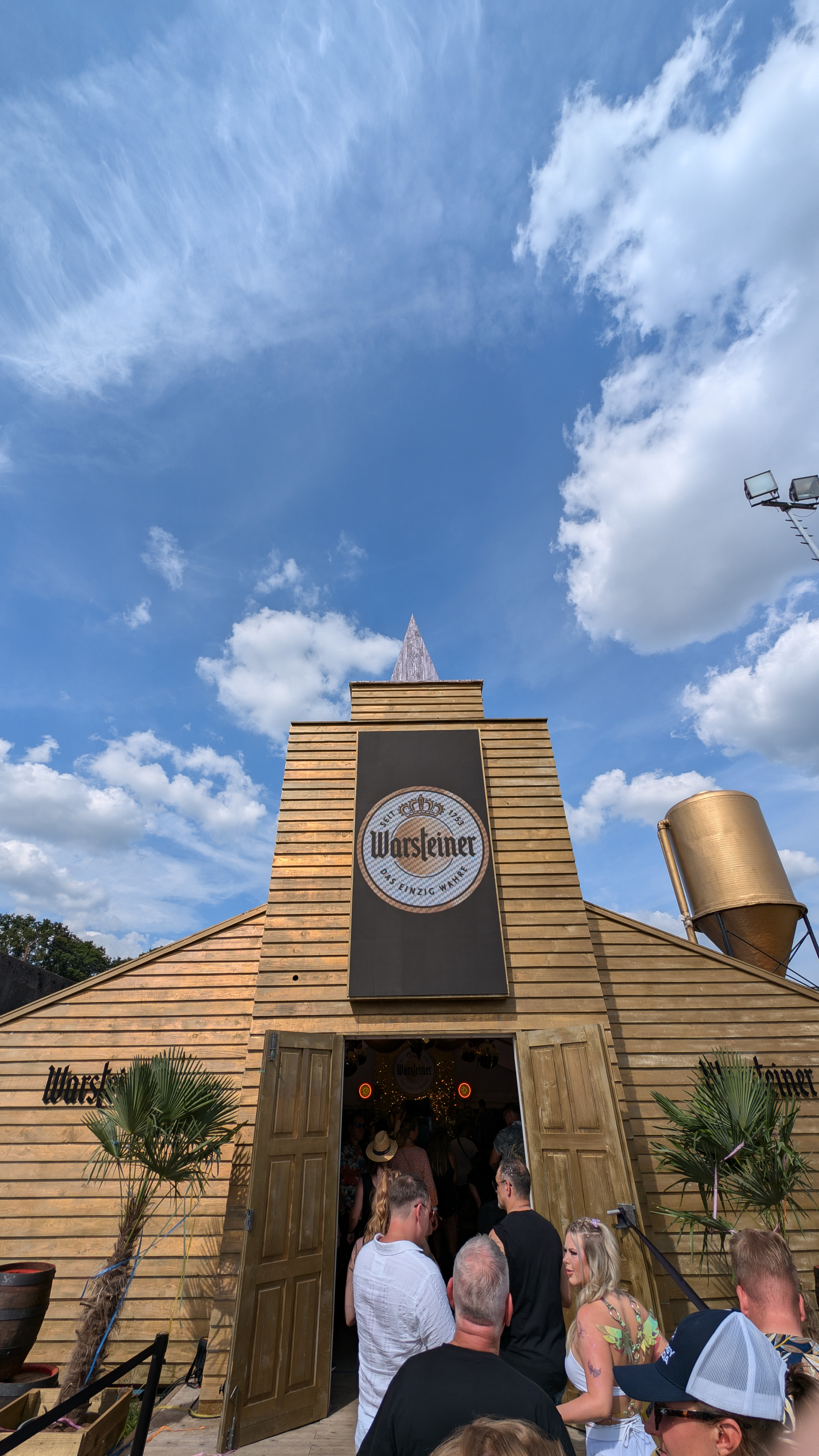
Die Parookaville-Kirche 2024

In der Warsteiner Parooka Church wird jedes Jahr vor Festivalstart ein Paar standesamtlich getraut. Als Trauzeuge fungieren prominente Gäste aus dem Line-Up wie Tujamo, Phil Fuldner, Alle Farben und MC Fitti. 2019 heiratete erstmals ein gleichgeschlechtliches Paar. Auch Festivalgäste können sich inoffiziell trauen lassen, so wurden 2019 neben der standesamtlichen Hochzeit 2000 weitere geschlossen. Dazu gab es 10 Heiratsanträge. Die hölzerne Kapelle im Las-Vegas-Stil wurde von einer Weezer Tischlerei errichtet.
- Postamt:

Im Post Office können Postkarten verschickt werden, die mit einem offiziellen Sonderstempel der Deutschen Post versehen sind.
- Bank:

Das Zahlungssystem des Festivals basiert auf Wertmarken („Token“). Diese werden an Schaltern der Bank of Parookaville eingetauscht.
- Gefängnis:

Bei dem Jail handelt es sich um ein Tattoo-Studio, in dessen Zellen mehrere Tätowierer arbeiten.
- Schwimmbad:

Das Bermuda-Viereck ist ein 700 m² großes Schwimmbecken mit Blick auf die zweite Bühne. Es wird von der DLRG Weeze betreut.
Weitere Stadtelemente, die organisatorische Aufgaben erfüllen oder Attraktionen beinhalten, sind ein Jahrmarkt, Stadtwald, Marktplatz, Baumarkt, Boulevard, Zahnarzt, Ohrenarzt, Biergarten, Denkmal sowie eine Polizeistation.

### Musikalisch
Das Musikprogramm von Parookaville beinhaltet Vertreter von jeder Richtung der Electronic Dance Music. Dabei sind die auftretenden Künstler eine Mischung aus internationalen Star-DJs und lokalen Musikern, die auf bis zu 12 Bühnen spielen. Für das tägliche Line-Up sind in der Regel sogenannte Stagehosts (dt. Gastgeber) verantwortlich. Dabei handelt es sich um Musiklabels oder DJs, welche eine Bühne am jeweiligen Tag repräsentieren („hosten“). Anhand des Stagehosts orientiert sich das Programm der Bühne thematisch oder wird von ihm mitbestimmt. So wird gewährleistet, dass auf den jeweiligen Bühnen pro Tag nur Künstler einer bestimmten Musikrichtung wie Big-Room, Trap, Deep-House, Hardstyle, Trance oder Techno spielen. Beispielsweise treten auf der von 1Live gehosteten Bühne DJs wie Felix Jaehn oder Robin Schulz auf, da ihre Produktionen regelmäßig zum Programm des Radiosenders gehören. Insgesamt zielt die musikalische Gestaltung auf ein Publikum mit einem Durchschnittsalter von 25 Jahren ab. Auf den kleineren Bühnen treten teilweise humorvolle Künstler auf, so gab es DJ-Auftritte von Oliver Pocher und Menderes.
Zu den Headlinern, die bislang auf jeder Ausgabe gespielt haben, gehören Steve Aoki, Felix Jaehn, Martin Solveig, Yellow Claw, Dvbbs und Ostblockschlampen. Künstler mit vier Auftritten sind u. a. Armin van Buuren, Fedde Le Grand, Robin Schulz, Lost Frequencies, Headhunterz sowie Laidback Luke (Stand: nach 2019). Resident-DJs des Festivals sind das Hardstyle-Projekt Lost Identity sowie House-Produzent und -DJ Frdy.

### Pre-Partys
Das Festival startet bereits donnerstags mit einer Pre-Party auf dem Camping-Gelände, dazu ist ein kleiner Teil des Festival-Areals freigegeben. Außerdem veranstaltet Parookaville über das Jahr verteilt eine Partyreihe namens Club Circus in verschiedenen Clubs Deutschlands. Insbesondere bei den Ausgaben im Kölner Bootshaus legen Headliner des Festivals wie Tiësto und Timmy Trumpet auf. Mit dem Megafestival organisierte das Festival eine weitere Veranstaltungsreihe in der Sommersaison 2019 auf Mallorca. Unterschiedliche DJs wie Brennan Heart oder W&W spielten täglich im Mega-Park.

## Organisation
Das Festival wird von der Parookaville GmbH mit 30 Festangestellten ganzjährig geplant. Sie hat ihren Sitz in einem Bürogebäude in Weeze. Während der Veranstaltung arbeiten bis zu 6.000 Personen auf dem Gelände.

### Sicherheit
Durch die Nähe zum Flughafen gelten höhere Sicherheitsvorkehrungen für Veranstaltungen. Dabei konnte ursprünglich auf dem Sicherheitskonzept der Q-Base aufgebaut werden. Um auf Unwetter angemessen zu reagieren, arbeiten zwei Meteorologen vor Ort. Diese bekommen weitere Wetterdaten vom Flughafen. Die Besucher werden auf Videowänden über Sicherheitshinweise informiert und können Eilmeldungen per App aufs Handy erhalten. Auf dem Festivalgelände sind 2 Unfallhilfsstellen, mehrere Erste-Hilfe-Stationen sowie bis zu fünf Notärzte stationiert. Darüber hinaus werden ca. 15 Rettungs- und Krankenwagen durch die Johanniter-Unfallhilfe eingesetzt.

### Infrastruktur
Die Anreise wird nach einem eigenen Verkehrskonzept geregelt, welches auf Einbahnstraßen basiert und von mehreren Verkehrsdienstleistern umgesetzt wird. Dabei werden Flughafengäste auf eine eigene Route umgeleitet. Sonder- und Nachtzüge der NordWestBahn fahren von Düsseldorf und dem Ruhrgebiet zum Bahnhof Weeze. Ein Shuttleservice verbindet das Festival mit dem Bahnhof und den Hotels. Außerdem sind Fahrradparkplätze eingerichtet und es stehen 50 Landwirte für Abschleppdienste zur Verfügung. Der benachbarte Flughafen steht ebenfalls für eine Anreise zur Verfügung, insbesondere für auftretende Künstler. 2019 wählten zwölf DJs diese Option und landeten dort mit ihrem Privatjet.
Das Gelände ist weder ans Stromnetz noch an die Kanalisation angeschlossen. Die Stromversorgung wird über extra verlegte Stromkabel sowie Stromaggregate gesichert. Das Abwasser, in Spitzenzeiten bis zu 100 m³/h, wird abgepumpt und in örtliche Kläranlagen transportiert. Der Wasserverbrauch von 75 l pro Person und Tag sowie der Gesamtverbrauch von 500.000 kWh entsprechen durchschnittlichen Haushaltswerten pro Person.
Für eine bessere Handynetzverbindung stellen Telekom (2024: 14 mobile Sendemasten) und Vodafone (2024: sechs mobile Sendemasten) und Telefonica o2 (2024: drei mobile Sendemasten) mobile Mobilfunktürme (MRT) auf.

### Camping
Das Campinggelände ist in zwei Bereiche unterteilt: Der näher gelegene Base Ground sowie das ruhigere mit Spielbereichen versehene Mellow Fields. Dazu gibt es Bereiche für Comfort, Deluxe und Caravan Camping. Um der Müllproblematik entgegenzuwirken, wird ein Müllpfand erhoben. Ein Teil der zurückgelassenen Zelte wird wiederverwertet oder für einen guten Zweck verkauft.
Auf dem Gelände befindet sich der weltweit größte Penny-Markt. Dabei handelt es sich um zwei 2400 m² und 1800 m² große Filialen, in denen 30.000 Kunden täglich rund um die Uhr versorgt werden. Der Penny-Markt verkauft beispielsweise 40.000 Pizzen, 68 Tonnen Eiswürfel, ca. 13.000 Bananen und generiert so viel Umsatz wie eine normale Filiale in einem halben Jahr. Penny fungiert außerdem als Stagehost der auf dem Campingbereich gelegenen Bühne.

### Lokales
Ein wichtiges Anliegen der Organisatoren ist das Einbeziehen der heimischen Bevölkerung. So sind örtliche Vereine am Aufbau beteiligt und es werden bevorzugt heimische Betriebe beauftragt. 50 % der gastronomischen Einrichtungen sind Betriebe aus der Region. Einwohner von Weeze erhalten vergünstigte Tickets und dürfen am Vortag an einer Geländebesichtigung teilnehmen. Direkte Anwohner erhalten Freitickets. Insgesamt wurden Aufträge im Wert von 7,2 Mio. € an heimische Betriebe vergeben. Dazu sind alle Hotels der Region im Festivalzeitraum belegt.
Die Gleichstellungsbeauftragten der anliegenden Gemeinden sind mit einem Stand vertreten.

### Netzwerk
Parookaville ist seit 2019 durch eine Investment- und Partnerschaftsvereinbarung Teil des Superstruct-Netzwerks, dem u. a. Sziget und elrow angehören.

## Bühnen und Stagehosts

### Bühnen
Durchgeführt wird das Festival auf einem ehemaligen Militärflughafen der Royal Air Force, der Teil des Flughafens Weeze ist. Einige Bühnen werden in ehemaligen Sheltern des Militärflughafens aufgebaut. Neben den folgend dargestellten Bühnen gibt es noch mehrere kleine Bunker.
- Mainstage: Die Hauptbühne wird jedes Jahr neu entworfen und das Design bis kurz vor Festivalstart geheim gehalten.[52][53] In den ersten drei Jahren wurden dafür die Tomorrowland-Bühnenbauer beauftragt.[54] Seit 2017 steht die Mainstage in einem 70.000 m² großen Areal namens „The Arena“[5] und bietet Platz für 45.000 Zuschauer.[55] Seit 2018 ist Stefan Dicks, Bruder von Festivalinitiator Bernd Dicks, für das Design verantwortlich.[54] Die Bühne 2018 namens „The Audiotory“ stellte eine Kommunikationsstation dar und war mit einer Breite von 200 m die größte Festivalbühne Europas.[13] 2019 war das Motiv ein Zeppelin und erneut die größte Bühne Europas.[56] Teile des Vorjahres werden dabei in die Nebenbühnen integriert.[55] 2022 war die Mainstage laut „Bernd Dicks“ ein großer Audioverstärker. 2023 stellte die Mainstage eine große Brauerei + Fabrik dar. 2024 war die Mainstage ein riesiges Gewächshaus. Im Jahr 2025 stellt die Mainstage eine alte Dampflokomotive im britischen Stil dar.[57]

- Bill’s Factory: Das Design dieser Open-Air-Bühne ist angelehnt an den fiktiven Gründer Bill Parooka.[58] Sie wurde 2016 als Mainstage errichtet und diente danach mit einer Fläche von 19.000 m2 als zweitgrößte Bühne.[59] Seitdem ist sie als einzige Bühne größtenteils unverändert geblieben und erhielt lediglich technische Verbesserungen.[60][61] Die Bill’s Factory ist insbesondere für seine live auftretenden Künstler bekannt.[62]

- Cloud Factory: Die Cloud Factory ist mit einer Fläche von 2.700 m2 die größte Indoor-Bühne und befindet sich in einem Hangar.[63][64] Im ersten Jahr trug sie noch den Namen Town Hall.

- Power Plant & Time Lab: Diese beiden Bühnen befinden sich in ehemaligen Sheltern des Militärflugplatzes und haben eine Fläche von je 930 m2[63]. Bis 2018 hießen sie entsprechend Center bzw. East Shelter.[65] In den ersten beiden Ausgaben beherbergte auch der North Shelter eine Bühne.

- Desert Valley Stage: Die Bühne befindet sich seit 2018 in einem Sandbunker des erweiterten Geländes.[66] Sie ist mit circa 5.000 m2 die drittgrößte Outdoor Stage. Hier findet donnerstags die Pre-Party statt.[43] Während des Festivals wird die Bühne hauptsächlich von Künstlern des Bereichs Techno, Deep-House oder Psytrance bespielt.
- Casa Bacardi: Die Casa Bacardi ist die zweite Bühne im Sandbunker des erweiterten Geländes. Sie hat eine Fläche von rund 1.000 m2. Musikalisch sind hier überwiegend Dancehall und Afrobeat beheimatet.[67] Neben der Desert Valley Stage ist sie die zweite Bühne des Festivalgeländes, welche bei der Pre-Party am Donnerstag geöffnet ist.[68]

- Wacky Shack: Wacky Shack ist ein Bunker für 150 Personen und fungiert als „Klub ohne Regeln“. Hier befand sich bis 2019 die „Minibar“. Seit 2022 gibt es die MiniBar nicht mehr.[69] Ebenso finden hier die Auftritte der Comedians statt.[70]

- Brain Wash: In dieser Garage stehen 40 Waschmaschinen mit Schaumkanonen als Dekoration.[71] Sie wird auch Waschsalon genannt und es treten für EDM-Festivals ungewöhnliche Künstler wie MC Fitti oder Evil Jared auf.[25]
- Penny DJ Tower: Der Penny DJ Tower ist eine Bühne am Penny Markt, welcher sich auf dem Campingplatz befindet. Dort findet Donnerstags die Pre-Party statt.[72]

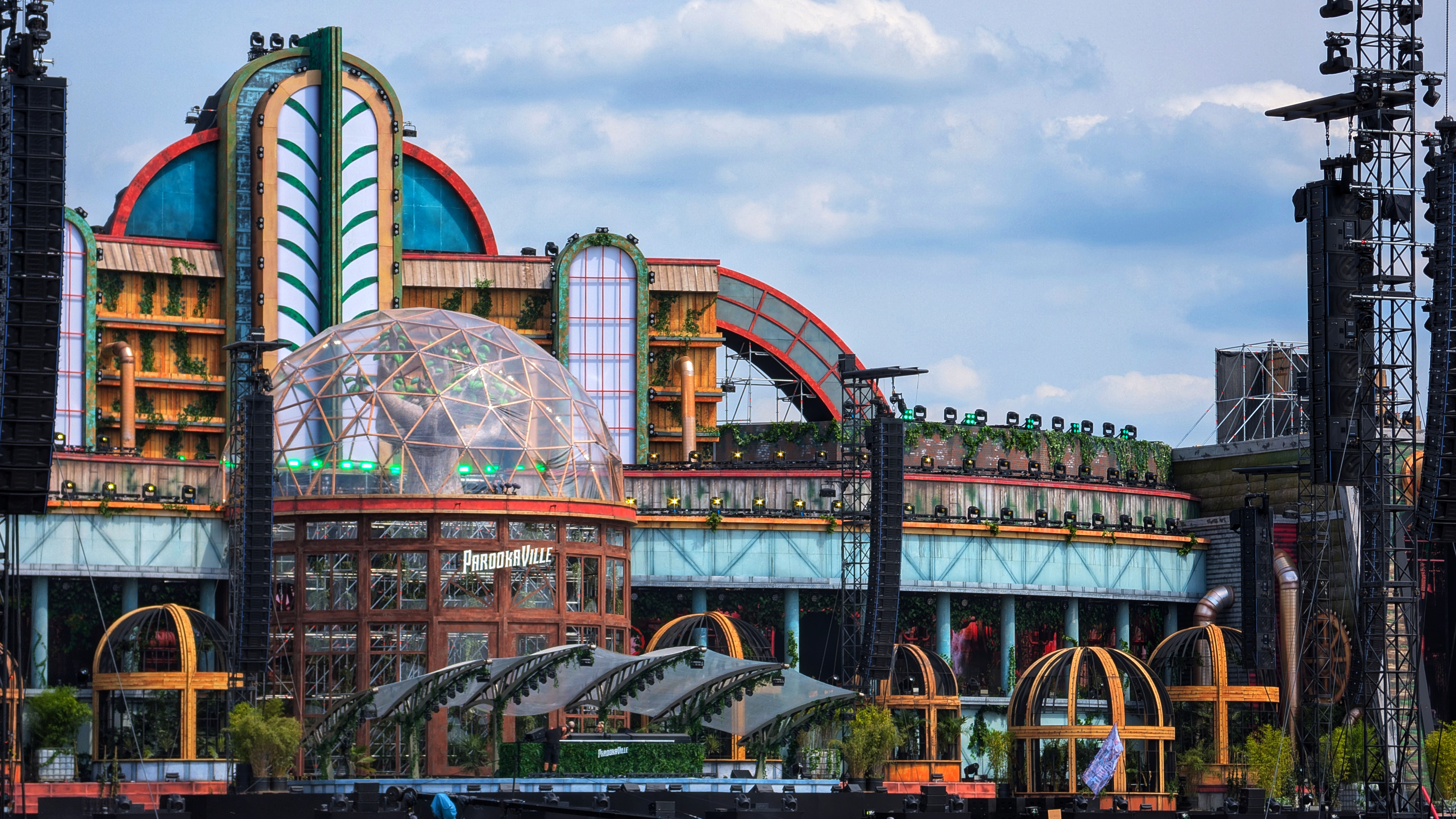
Mainstage (2024)
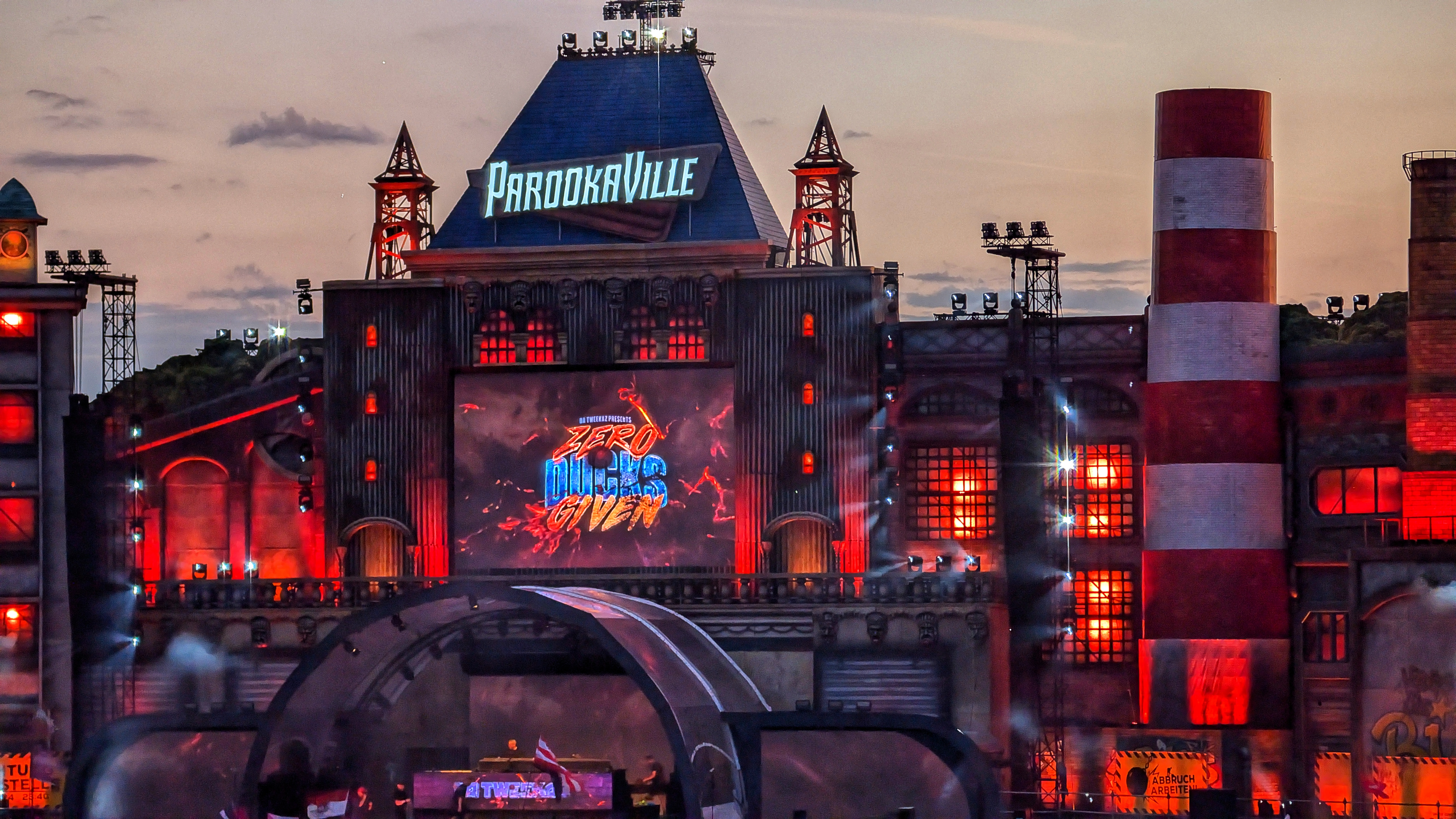
Bill’s Factory (2024)
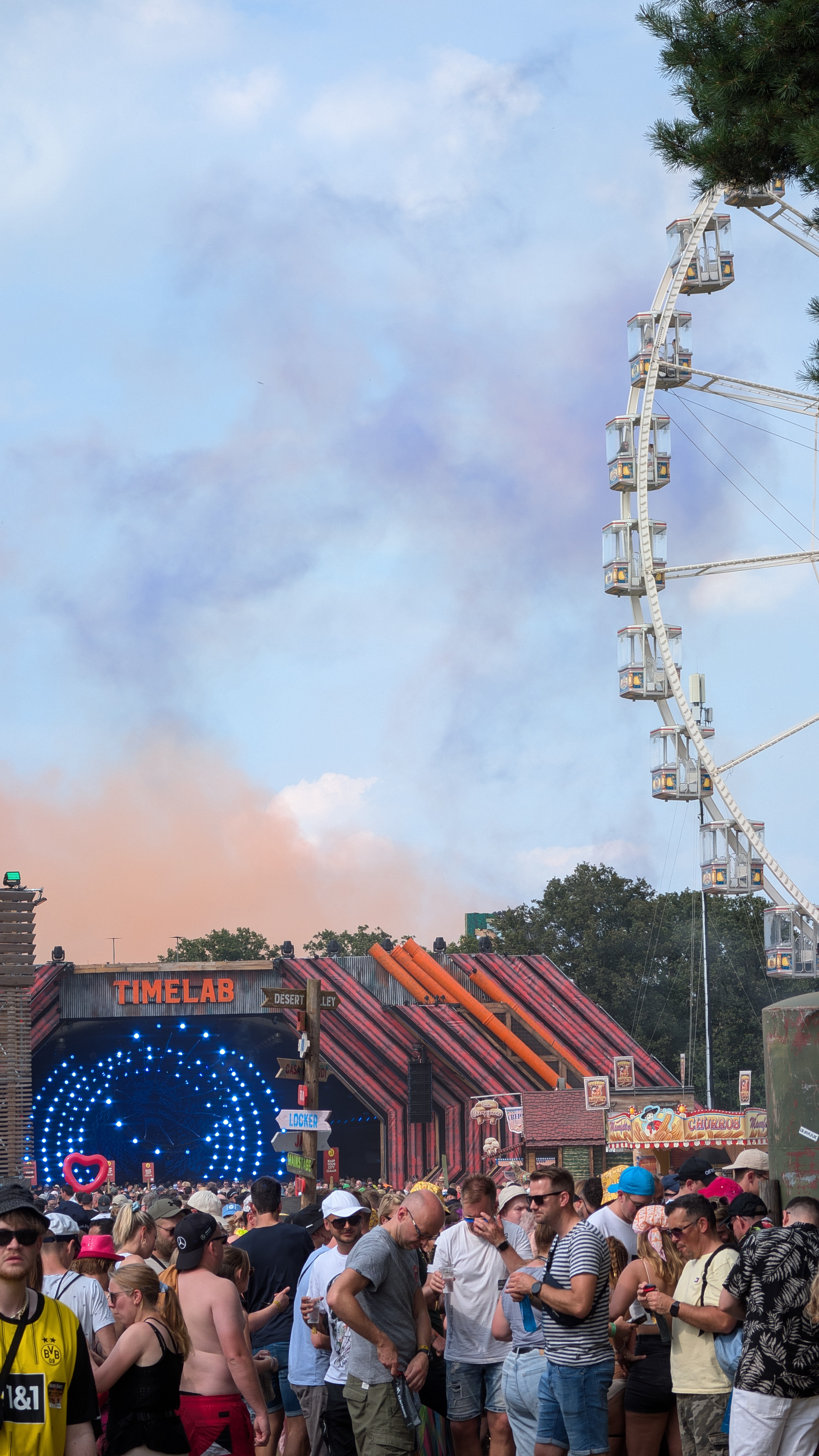
Time Lab (2024)
Desert Valley Stage (2023)

### Stagehosts
| Jahr | Freitag                                   | Samstag   | Sonntag |
| ---- | ----------------------------------------- | --------- | ------- |
| 2015 |                                           |           |         |
| 2016 | Mainstage                                 | Mainstage |         |
| 2017 | 1 Live presents Robin Schulz & Friends    | Bootshaus | PV-Live |
| 2018 | 1Live presents Felix Jaehn & Friends      |           | PV-Live |
| 2019 | 1Live presents Lost Frequencies & Friends |           | PV-Live |
| 2022 | 1Live                                     |           |         |

| Jahr | Freitag                         | Samstag   | Sonntag   |
| ---- | ------------------------------- | --------- | --------- |
| 2015 | 1Live presents Moguai & Friends | Bootshaus |           |
| 2016 | 1Live                           | Bootshaus |           |
| 2017 | Blacklist                       | Cocoon    | Abstract  |
| 2018 |                                 | Cocoon    | Blacklist |
| 2019 | I AM Hardstyle                  | Cocoon    | AWAKE     |
| 2022 | Blacklist                       |           | Senses    |

| Jahr | Freitag                | Samstag         | Sonntag       |
| ---- | ---------------------- | --------------- | ------------- |
| 2015 | Barong Family          | Deepblue        |               |
| 2016 | Deepblue               | Kittball        |               |
| 2017 | Villain pres.          | Musical Madness | Axtone        |
| 2018 | 10 Years of Da Tweekaz | Musical Madness | Phil’s Licks  |
| 2019 |                        | Musical Madness | Phil’s Licks  |
| 2022 | Musical Madness        | Spinnin         | Lost Identity |

| Jahr | Freitag           | Samstag          | Sonntag        |
| ---- | ----------------- | ---------------- | -------------- |
| 2015 | Warehouse         | Da Hool presents |                |
| 2016 | Warehouse         | Da Hool presents |                |
| 2017 | Spinnin’ Sessions | Da Hool presents | Phil’s Licks   |
| 2018 | Spinnin’ Sessions | Da Hool presents | Sexy By Nature |
| 2019 | Spinnin’ Sessions | Da Hool presents | Blacklist      |
| 2022 |                   | Legends          |                |

| Jahr | Donnerstag   | Freitag    | Samstag    | Sonntag    |
| ---- | ------------ | ---------- | ---------- | ---------- |
| 2015 |              |            |            |            |
| 2016 |              |            |            |            |
| 2017 |              |            |            |            |
| 2018 | Mixmash      | Aerochrone | Aerochrone | Aerochrone |
| 2019 | Mixmash      |            | Nibirii    |            |
| 2022 | Rave Culture |            |            |            |

Weitere regelmäßige Stagehosts der kleineren Bühnen sind u. a. Lost Identity & Friends, Electrisize (+ Tapuya), Jägermeister, Bacardi, Trap City und Pacha Ibiza. Die Mainstage hat keinen Stagehost.

## Daten und Fakten

### Line-Up
| Datum             | Anzahl Bühnen | Anzahl DJs | Headliner |
| ----------------- | ------------- | ---------- | --- |
| 17.–18. Juli 2015 | 5             | 80         | Alesso, Armin van Buuren, Dimitri Vegas & Like Mike, Steve Aoki |
| 15.–16. Juli 2016 | 10            | 150        | Afrojack, Axwell Λ Ingrosso, Steve Aoki, Tiësto |
| 21.–23. Juli 2017 | 10            | 200        | Afrojack, Armin van Buuren, Axwell Λ Ingrosso, David Guetta, DJ Snake, Marshmello, Paul Kalkbrenner, Robin Schulz, Steve Aoki, Sven Väth, Tiësto |
| 20.–22. Juli 2018 | 10            | 250+       | Armin van Buuren, Axwell Λ Ingrosso, David Guetta, Hardwell, Martin Garrix, Robin Schulz, Solomun, Steve Aoki, Sven Väth, Zedd |
| 19.–21. Juli 2019 | 10+           | 300+       | Above & Beyond, Afrojack, Alan Walker, Alesso, Armin van Buuren, The Chainsmokers, Dimitri Vegas & Like Mike, DJ Snake, Felix Jaehn, KSHMR(Live), Lost Frequencies(Live), Martin Solveig, Nervo, Oliver Heldens, Paul van Dyk, Richie Hawtin, Robin Schulz, Showtek, Steve Aoki, Sven Väth, Timmy Trumpet, W&W, Yellow Claw |
| 17.+18. Juli 2020 | 1             | 9          | Alle Farben, Brennan Heart, David Puentez, Fedde le Grand, Felix Jaehn, Lari Luke, Topic, Tujamo, W&W |
|                   |               |            | |
| 22.–24. Juli 2022 | 12            | 300+       | Afrojack, Alan Walker, Amelie Lens, Armin van Buuren, Dimitri Vegas & Like Mike, Felix Jaehn, Fisher, KSHMR, Martin Solveig, Oliver Heldens, Robin Schulz, Scooter, Steve Aoki, Tiësto, Timmy Trumpet, Vini Vici, W&W, Yellow Claw                                                                                          |
| 19.–21. Juli 2023 | 12            | 250+       | The Chainsmokers, Hardwell, Steve Aoki, Timmy Trumpet, Kygo, Dimitri Vegas & Like Mike, Vini Vici, Alok |
| 19.–21. Juli 2024 | 12            | 300+       | Above & Beyond, Armin van Buuren, Dimitri Vegas & Like Mike, Don Diablo, Felix Jaehn, Hardwell, KSHMR, Oliver Heldens, Paul Kalkbrenner, Robin Schulz, Scooter, Steve Aoki, Timmy Trumpet, W&W |
| 18.–20. Juli 2025 | 13            | 300+       | Afrojack, Alok, Armin van Buuren, ARTBAT, Boris Brejcha, Dimitri Vegas (Vinyl Only), Felix Jaehn, Hardwell, I Hate Models, Indira Paganotto, James Hype, KSHMR (live), Meute, Oliver Heldens, Robin Schulz, Sara Landry, Steve Aoki, Timmy Trumpet, W&W                                                                     |

### Besucherentwicklung
| Jahr | Gesamtbesucher | Ticketanzahl | tägliche Besucher | Campinggäste |
| ---- | -------------- | ------------ | ----------------- | ------------ |
| 2015 | 40.000         | 25.000       | 20.000            | 12.000       |
| 2016 | 80.000         | 50.000       | 40.000            | 25.000       |
| 2017 | 180.000        | 80.000       | 60.000            | 40.000       |
| 2018 | 180.000        | 80.000       | 60.000            | 50.000       |
| 2019 | 210.000        | 85.000       | 70.000            | 40.000       |
| 2020 | 200            | 0            | 100               | 0            |
|      |                |              |                   |              |
| 2022 | 225.000        |              | 75.000            | 40.000       |
| 2023 | 225.000        |              | 75.000            | 45.000       |
| 2024 | 225.000        |              | 75.000            | 45.000       |

## Ausgaben

### 2015
Ursprünglich wurde die erste Ausgabe für eine Anzahl von 18.000 Besuchern konzipiert. Aufgrund der hohen Ticketnachfrage mussten die Campingplätze von 7.000 auf 12.000 erhöht werden. Dazu wurde mit ansässigen Landwirten nachverhandelt. Die Kapazitätsgrenze lag bei 25.000, sodass das Festival kurz vor Beginn ausverkauft war. Durch Vergleiche im Vorfeld mit dem Tomorrowland-Festival entstand eine hohe Erwartungshaltung der Besucher. Trotz anfänglicher organisatorischer Schwierigkeiten erhielt die Premiere positive Resonanzen von Besuchern, Künstlern und Fachmagazinen. Insbesondere das gelungene Konzept sowie der offene Umgang der Organisatoren mit Kritik wurde hervorgehoben. Das Festival erhielt im ersten Jahr mehrere Auszeichnungen.

### 2016
Zur zweiten Ausgabe wurden die Kapazitäten an Besuchern von 25.000 auf 40.000 pro Tag deutlich erhöht. Dazu wurde das Festivalgelände von 65.000 m² auf 80.000 m² erweitert. Den 50.000 verfügbaren Tickets standen 60.000 Registrierungen aus ganz Europa entgegen, sodass das Festival binnen drei Tagen ausverkauft war. Zu dem Zeitpunkt war noch kein Name des Line-Ups bekannt. Während des Ticketverkaufs kam es zu einer Serverattacke auf den Ticketdienstleister, der den Verkauf massiv verzögerte.
Die Mainstage wurde erneut von den Tomorrowland-Bühnenbauern errichtet. Die 80 × 30 m große Neuanfertigung wird seitdem exklusiv von Parookaville benutzt.
Aufgrund der Vorjahreskritik bezüglich der sanitären Anlagen kamen nun wassergespülte Unterdrucktoiletten zum Einsatz.

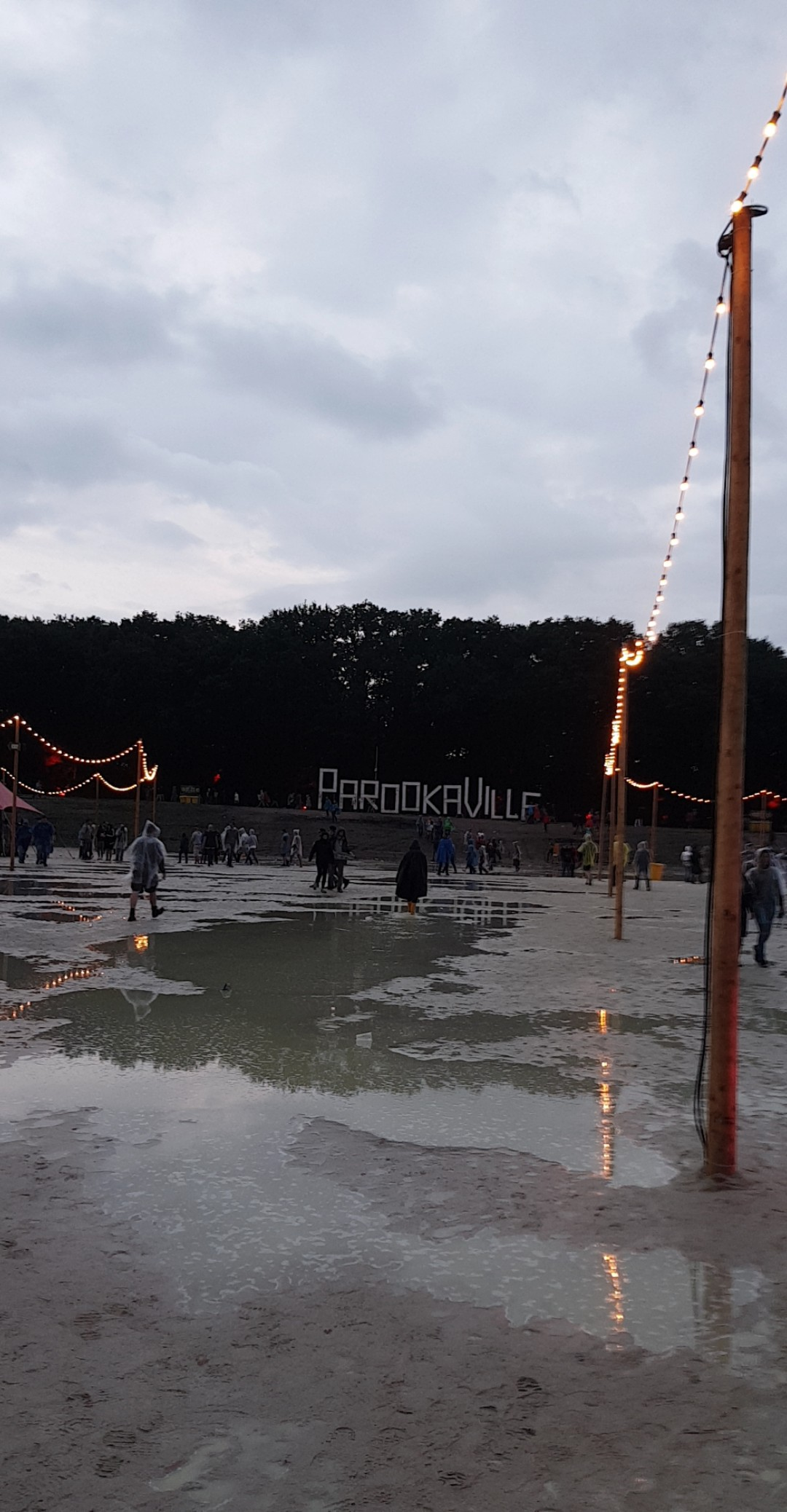
Desert Valley nach starken Regenfällen 2017

### 2017

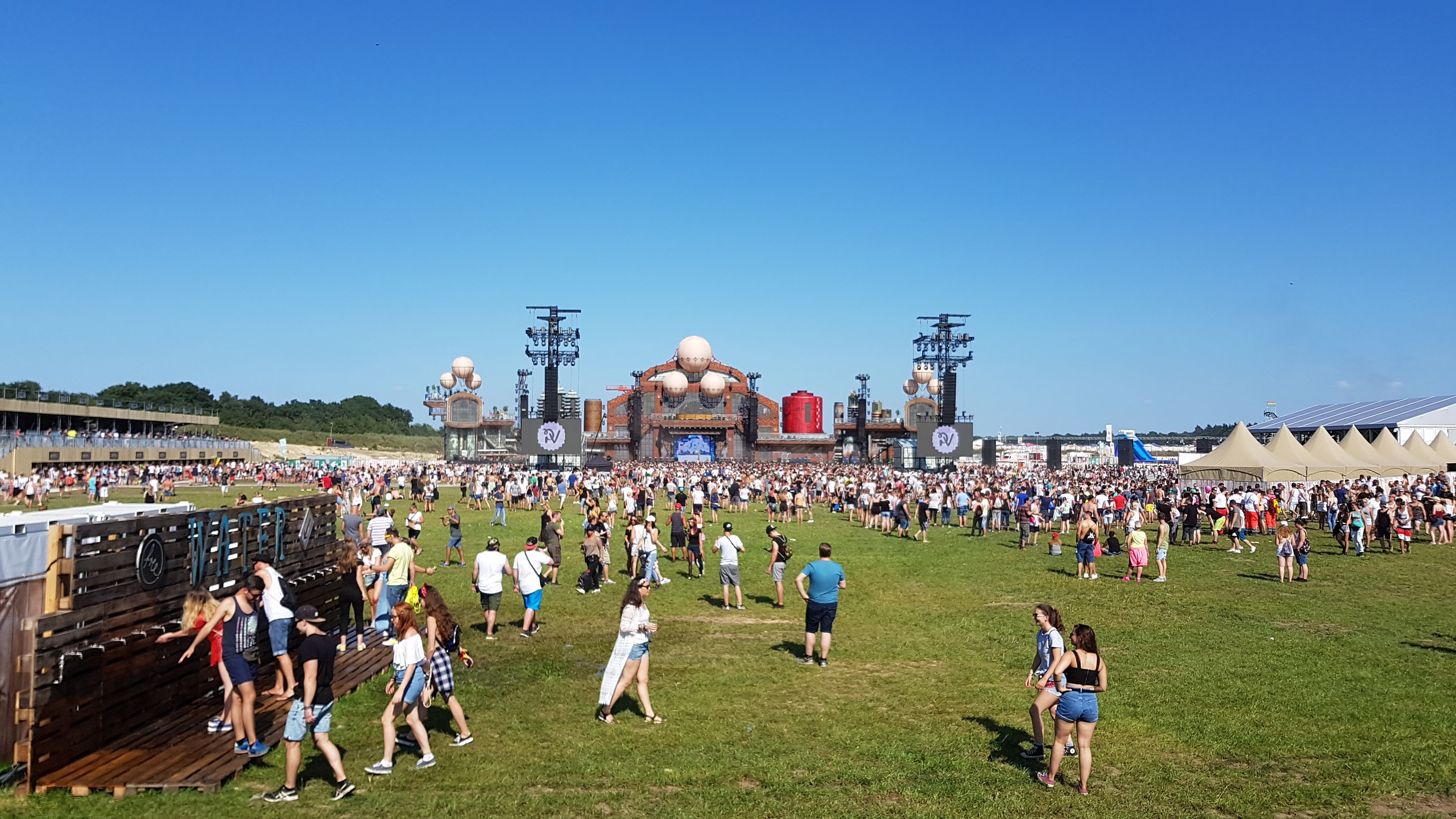
Mainstage 2017 im neu erschlossenen Areal The Arena

Im dritten Jahr fand das Festival erstmals über drei Tage statt. Außerdem wurden die Kapazitäten nochmals um ein Drittel auf 60.000 Besucher täglich erhöht. Dazu wurde eine 70.000 m² große Sandgrube neu erschlossen, die Platz für die 110 m breite Mainstage „Fabrik“ bot. Ebenfalls wurde auf dem Gelände eine Achterbahn errichtet, die neben anderen Fahrgeschäften den Besuchern zur Verfügung stand. Nach 100.000 Vorregistrierungen waren 72.000 der 80.000 Tickets in vier Stunden vergriffen und innerhalb von zwei Tagen im November ausverkauft. Damit ist Parookaville nach drei Jahren das größte elektronische Festival Deutschlands und gehört zu den fünf größten allgemein. Um Schwarzmarkthandel vorzubeugen, waren die Tickets personalisiert und es wurde eine eigene Plattform zum Wiederverkauf eingerichtet.
Das Festival-Closing auf der Mainstage wurde von David Guetta gespielt, während Paul Kalkbrenner die zweite Bühne abschloss. Erstmals gab es auch eine Hardstyle-Bühne.
Das Festival war von starkem Regen begleitet, sodass es bei der An- und Abreise zu erheblichen Problemen kam. Nachdem am ersten Tag ein Unfall auf der A57 lange Wartezeiten zur Folge hatte, sind am letzten Tag viele Autos im Schlamm stecken geblieben. Auch der Shuttle-Service wurde kritisiert. Viele Gäste mussten notgedrungen einen Tag länger bleiben als geplant. Das Programm wurde um zwei Stunden verlängert und die Autos mussten mit Traktoren rausgezogen werden.
Für ein positives Highlight sorgte das holländische Hardstyle-Trio Showtek. Ihr Tribut für den am Vortag verstorbenen Chester Bennington erreichte über 50 Mio. Menschen. Auch ein Video des Auftritts von Alle Farben, der einen regenbedingten Stromausfall mit einer spontanen Jam-Session überbrückte, wurde medial viel beachtet.

### 2018

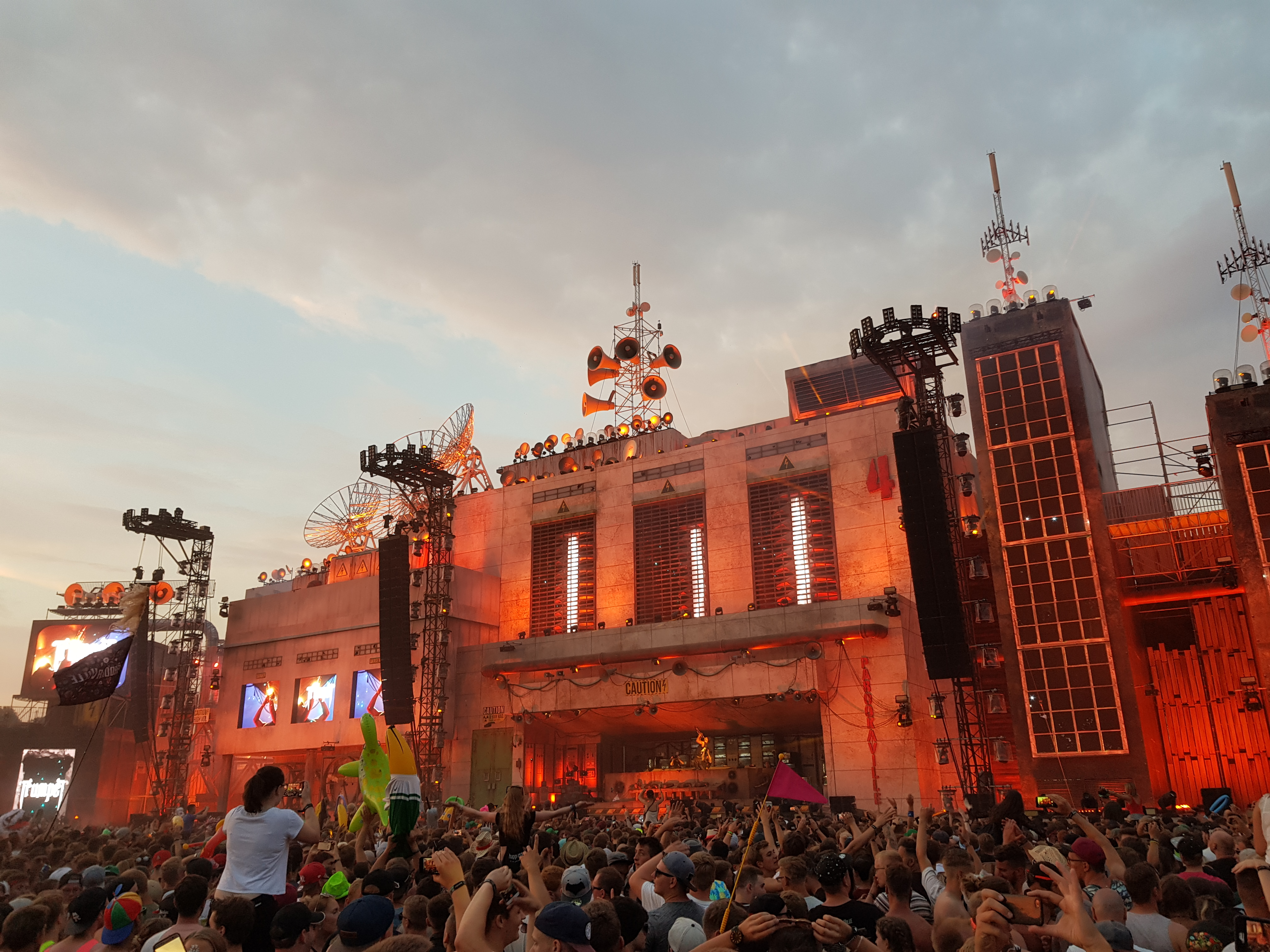
Mainstage 2018 während des Auftritts von Timmy Trumpet

Obwohl sich wieder über 100.000 Interessenten vorregistriert haben, blieb die Ticketanzahl mit 80.000 Stück konstant im Vergleich zum Vorjahr. 90 % davon wurden innerhalb von zwei Stunden verkauft. Später war das Festival zum vierten Mal in Folge ausverkauft.
Aufgrund der Verkehrsprobleme des letzten Jahres wurde der Verkehrsdienstleister ausgetauscht. Außerdem gab es zwei getrennte Campingbereiche. Dazu investierte die Gemeinde 30.000 € für die Bekämpfung von Eichen-Prozessionsspinnern auf dem Campinggelände.
Erstmals gelang es die Star-DJs Martin Garrix sowie für das Closing Hardwell zu gewinnen. Einen weiteren Höhepunkt markierte der Auftritt von KSHMR. Für seine Live-Show mit 20 indischen Künstlern ist er bereits einige Tage vorher angereist und hat eigens einen Proberaum angemietet. Diese Show fand neben Ultra Miami erst zum zweiten Mal statt.
Während des Festivals herrschte eine Dürre mit hohen Temperaturen. Durch den niedrigen Grundwasserspiegel war Wasser zeitweise nur eingeschränkt verfügbar und wurde mit Tanklastern herbeigeschafft. 35 Personen mussten während der langen Wartezeiten vor dem Campinggelände medizinisch versorgt werden.
Teil des Festivals war die „Minibar“, bei der Kleinwüchsige Shots („Kurze“) ausschenkten. Der Bundesverband Kleinwüchsige Menschen und ihre Familien (BKMF) kritisierte dies und beschwerte sich beim Ordnungsamt. Dieses hat nach einer Prüfung die Aktion für zulässig erklärt. Außerdem betrieb der Koch Björn Freitag das Restaurant The Golden Roof vor der Mainstage.

### 2019
Zum fünften Jubiläum wurde die Ticketanzahl leicht auf 85.000 angehoben. Der Campingbereich wurde verkleinert, während die Anzahl der Tagesgäste stieg. Dazu gab es ein neues Einlasssystem, um die Wartezeiten für Campinggäste zu verringern. Erneut waren 90 % der Tickets in zwei Stunden vergriffen, einige Kategorien innerhalb weniger Minuten. Mit 70.000 Besuchern täglich war Parookaville erstmals größer als Tomorrowland.
Zu den Headlinern gehörten The Chainsmokers, die bereits bei der Erstausgabe - damals als Newcomer auf einer Nebenbühne - spielten. Der gemeinsame Auftritt des Hip-Hop-Duos 257ers mit der Brasspopband Querbeat markierte einen Höhepunkt des Festivals.
Das Finale auf den drei größten Bühnen spielten DJ Snake, Alan Walker und Paul van Dyk. Headliner Steve Aoki war mit einem Gastronomiestand seiner eigenen Marke Pizzaoki vertreten, ebenso erneut die „Minibar“.
Die Nordwestbahn sagte kurzfristig alle Nachtzüge aufgrund Lokführermangels ab, sodass die Abreise über Schienenersatzverkehr geregelt wurde.

### 2020
Beim Ticketvorverkauf im Oktober 2019 wurden innerhalb der ersten zwei Stunden 80 % der 85.000 Tickets verkauft. Wenige Wochen später verkündete der Veranstalter die ersten Namen aus dem Line-Up. Dieses beinhaltete u. a. DJs wie Armin van Buuren und Steve Aoki sowie zum ersten Mal Illenium, Rezz und als Headliner Scooter. Während der COVID-19-Pandemie im März 2020 veranstaltete Parookaville einen Re-Livestream des Festivals aus dem Vorjahr, um den Appell, zu Hause zu bleiben, zu unterstützen. Am 16. April wurde die Veranstaltung für 2020 schließlich abgesagt. Ticketinhaber hatten die Wahl zwischen einer Rückerstattung der Tickets oder der Reservierung für die nächste Ausgabe 2021. 70 % entschieden sich für das Behalten der Tickets. Aufgrund dessen und weil eine Versicherung griff, war Parookaville auf keine finanziellen Hilfen durch einen Rettungsschirm angewiesen. Während des ursprünglich vorgesehenen Termins fand eine Ersatzveranstaltung auf dem Festivalgelände unter dem Motto LIVE from the City statt. Dazu baute man einen kleinen Teil des Festivals und streamte die Auftritte einiger DJs. Es konnten an beiden Tagen jeweils 100 Gäste, die durch eine Verlosung bestimmt wurden, unter Berücksichtigung des Infektionsschutzes teilnehmen. Auch fand die alljährliche Hochzeit statt. Zeitgleich begann der Ticketverkauf für die nächste Ausgabe.

### 2021
Anfang Mai wurde das Festival aufgrund der anhaltenden Covid-19-Pandemie abgesagt und auf den 22./23./24. Juli 2022 verschoben.

### 2022
Nach 2 Jahren Pause durch die COVID-19 Pandemie fand das Festival vom 22.-24.07.2022 wieder statt. Im Vergleich zu 2019 wurde die Besucherkapazität des Festivals um 5.000 Besucher pro Tag erhöht auf 75.000. Zu den Headlindern gehörten Afrojack, Amelie Lens, Alan Walker, Armin van Buuren, Dimitri Vegas & Like Mike, Felix Jaehn, Fisher, KSHMR, Oliver Heldens, Robin Schulz, Scooter, Steve Aoki, Tiësto, W&W und Yellow Claw. Die Mainstage stellte in diesem Jahr einen gigantischen Audioverstärker dar.

### 2023

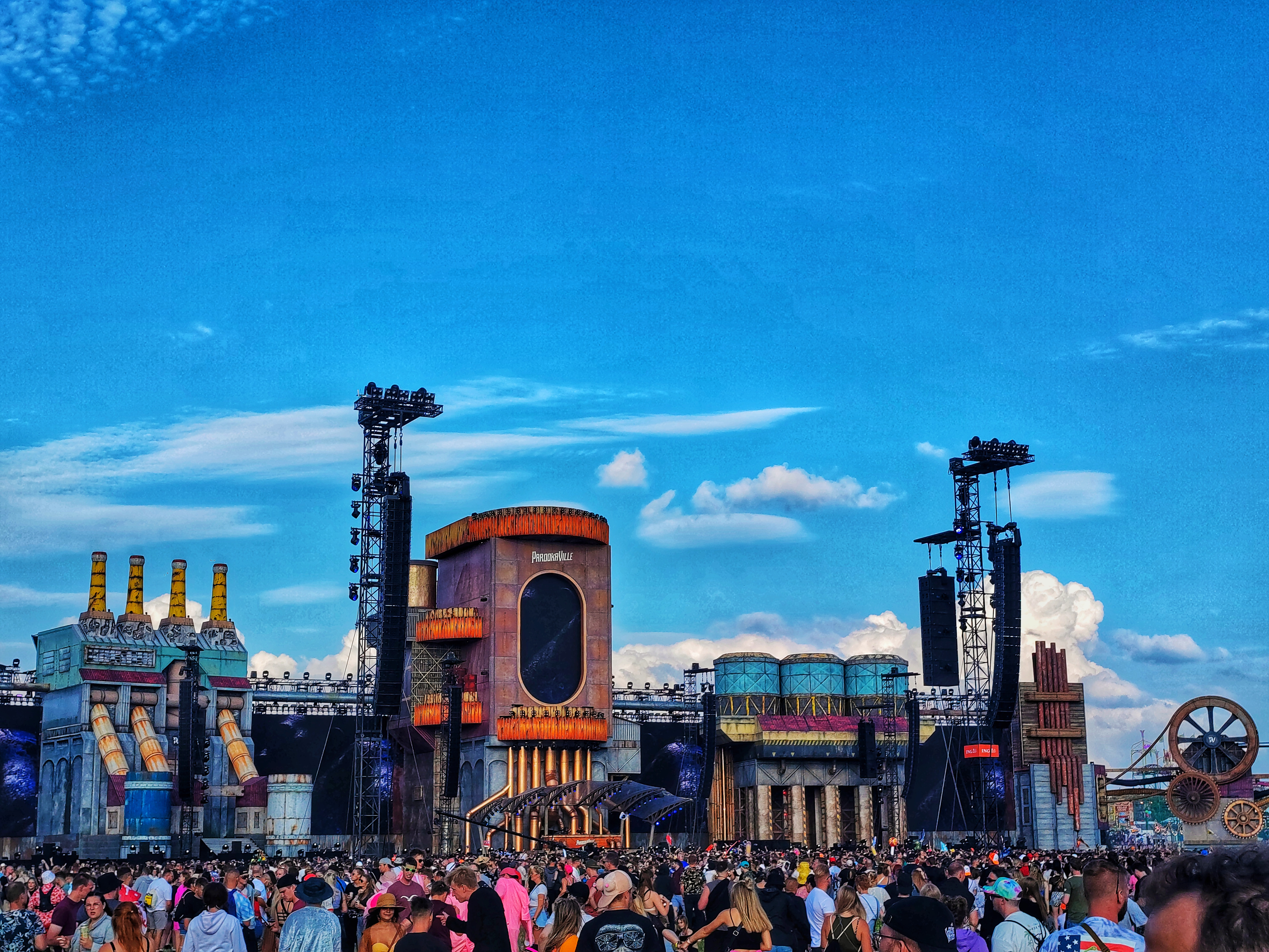
Mainstage 2023 - Eine gigantische Brauerei + Pumpwerk

Vom 21.-23.07.2023 fand das Parookaville zum 7 mal regulär statt. In den 3 Tagen waren täglich wieder 75.000 Besucher auf dem Festivalgelände und feierten zu Headlindern wie Alok und Kygo, die zum ersten Mal beim Parookaville aufgelegt haben und DJs wie the Chainsmokers, Dimitri Vegas & Like Mike, Felix Jaehn, FISHER, Hardwell, Oliver Heldens, Steve Aoki, Timmy Trumpet, Vini Vici und W&W. In diesem Jahr stellte die über 30 Meter hohe Mainstage eine Brauerei & Pumpwerk dar.

### 2024

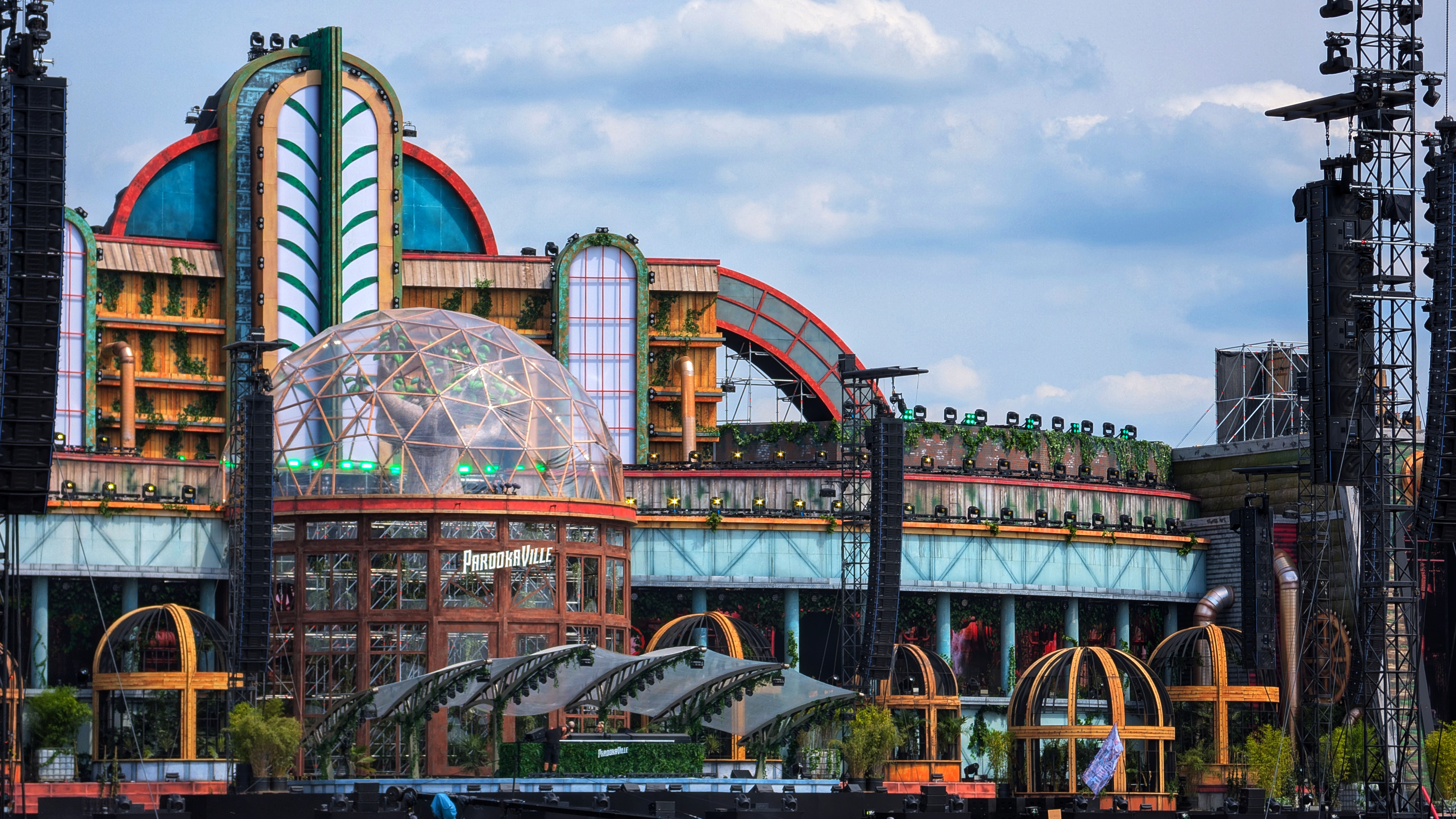
Mainstage 2024 mit dem Namen „Bill's Greenhouse“

Im Zeitraum vom 19. bis 21. Juli 2024 fand das Parookaville Festival zum 8. Mal statt. In diesem Jahr gab es eine neue Campsite mit verschiedenen Camping-Kategorien. Darunter: Das Friendship Camp, wo man auf 80 Quadratmeter mit 8 Personen ein Camp bilden konnte, das Green-Camp, wo viel Wert auf Müllvermeidung & Nachtruhe gelegt wurde, oder das normale altbekannte Base-Camp. Eine weitere Besonderheit stellte der Early-Check-In dar. 50 % der Campinggäste konnte mit einem Early Access Ticket bereits am Mittwoch anreisen, wodurch die Anreise entzerrt wurde und somit für eine ruhigere Anreise gesorgt wurde. Für alle Campinggäste fand am Mittwoch bereits eine Warm-Up Party vor dem Penny-Supermarkt statt mit einer Silent-Disko. Die 75.000 täglichen Besucher konnten in diesem Jahr Headliner wie Above & Beyond, Armin van Buuren, Dimitri Vegas & Like Mike, Don Diablo, Felix Jaehn, Hardwell, KSHMR, Oliver Heldens, Paul Kalkbrenner, Robin Schulz, Scooter, Steve Aoki, Timmy Trumpet und W&W sehen. Die Thematisierung der Hauptbühne in diesem Jahr war so grün wie nie zuvor laut Parookaville. Die Mainstage stellte ein riesiges Gewächshaus dar mit dem Namen „Bill's Greenhouse“. Eine Besonderheit war, dass das Festival erstmals Wasserfälle & Wasserfontänen in die Bühne integriert hat. Außerdem war es das letzte Jahr für die alte Bills Factory Bühne, die im nächsten Jahr durch eine neue Bühne ersetzt wird.

## Medien
Parookaville wird jährlich von TV und Rundfunk begleitet. Der WDR berichtet für die Lokalzeit aus Duisburg und WDR Aktuell mit Reportern vor Ort. Das ProSieben-Boulevardmagazin taff sendet aus einem eigenen Studio auf dem Festivalgelände. Ebenso ist 1live mit einem eigenen Radiocontainer vor Ort, aus dem Jan-Christian Zeller (auch bekannt als JC Zeller) live sendet. Eine Live-Übertragung der DJ-Auftritte wurde 2018 von Telekom MagentaTV in 360°-Produktion realisiert. Ab 2019 überträgt man auf dem eigenen YouTube-Kanal. 7,5 Mio. Zuschauer verfolgten den Livestream 2019. Außerdem werden einige DJ-Sets im Nachhinein auf den Kanal hochgeladen.
Das Aftermovie zeigt die schönsten Szenen des Festivals und erreicht jährlich Aufrufe in Millionenhöhe. 2019 ergänzte man das obligatorische Aftermovie durch eine Afterseries. In elf Teilen wurden unterschiedliche Facetten des Festivals dargestellt. Eine eigene Zeitung mit Infos und Berichten wurde bis im Jahre 2019 täglich auf dem Gelände verteilt. Im Vorlauf des Festivals erhielten bis 2019 auch Ticketinhaber eine Ausgabe der Parookaville Post mit Vorberichten zugesendet. Seit der COVID-19 Pandemie hat man allerdings beides eingestellt. Verantwortliche Redaktion war dabei DJMag Germany.
Der WDR drehte 2019 eine Dokumentation über das Festival mit dem Titel Die perfekte 96 - Stunden Party?. Ein Teil der VOX-Dokumentation DJs – Die neuen Superstars wurde bereits bei Parookaville 2015 aufgenommen. Auch das ZDF drehte 2024 eine Dokumentation über das Parookaville.

## Rezension
Die Wachstumsgeschichte des Festivals gilt als beispiellos in der deutschen Festivallandschaft. Innerhalb von drei Jahren entwickelte sich Parookaville zu einem Höhepunkt der europäischen Festivalsaison für Besucher und DJs. Gründe für diesen schnellen Erfolg sehen Fachmagazine wie Dance-Charts und DJ Mag im einzigartigen Konzept. Hervorgehoben wird regelmäßig die „Liebe zum Detail“ mit der dieses Konzept umgesetzt wird. International wird Parookaville mit Tomorrowland verglichen und bekam von der Presse den Namen „deutsches Tomorrowland“. Den Gewinn des LEA-Awards 2015 erklärte die Jury mit:

„Ein modernes, elektronisches „Woodstock“: „Parookaville“ [...] das dem belgischen Vorbild „Tomorrowland“ in nichts nachsteht. [...] Die Idee und Umsetzung des ganzen Spektakels war so gut durchdacht und professionell, dass binnen kürzester Zeit das Sold-Out-Schild vor der Tür hing.“

Laut Umfragen hat Parookaville mit 93 % Zufriedenheitsquote und 94 % Wiederkehrabsicht die höchsten Werte vor Tomorrowland, Rock am Ring und Lollapalooza. Seitens der Polizei wird das Festival als „absolut friedlich“ bewertet.

### Auszeichnungen
- Live-Entertainment-Award (LEA)
  - 2015: in der Kategorie „Festival des Jahres“
  - 2019: nominiert in der Kategorie „Festival des Jahres 2018“
- Helga! Award
  - 2015: in der Kategorie „Bestes Festival National“
  - 2015: nominiert in der Kategorie „Überzeugendste Festival-Premiere“
- European Festival Awards
  - 2015: nominiert in der Kategorie „Best Newcomer Festival“
  - 2017: nominiert in der Kategorie „Best Major Festival“
  - 2018: nominiert in der Kategorie „Best Major Festival“
  - 2019: nominiert in der Kategorie „Best Major Festival“
- Unternehmerpreis Niederrhein 2017
- DJ Mag’s Top 50 Festivals
  - 2019: Rang 15
  - 2022: Rang 17
  - 2023: Rang 20
  - 2024: Rang 13

## Diskografie

### Kompilationen
- Parookaville 2016 [Universal]
- Parookaville 2017 mixed by FRDY & Lost Identity [Universal]
- Parookaville 2018 mixed by FRDY & Lost Identity, Alison Wonderland [Universal]
- Parookaville 2019 (One Unique City) mixed by Alle Farben, FRDY & Lost Identity, Da Hool [Universal]

### Hymnen
- 2015: Danny Avila & Kaaze – Close Your Eyes [Playbox]
- 2016: Twoloud & FRDY – Fix Me [Playbox]
- 2017: Moguai & Younotus ft. Nico Santos – Lessons To Learn [Virgin]
- 2023: Timmy Trumpet & Alle Farben Feat. You – Good Morning [Warner Music]
- 2024: Alle Farben - Lotus [Warner Music]